# Les Alyscamps
Les Alyscamps é um par de pinturas de Vincent van Gogh, produzido em 1888 em Arles, França. As telas retratam cenas de outono no Alyscamps e foram pintadas na companhia de Paul Gauguin. Van Gogh fez também outro par de telas no local, Vallende bladeren (Les Alyscamps), enquanto que Gauguin produziu seu próprio par com o mesmo tema.

## Les Alyscamps
Após meses de troca de cartas, Paul Gauguin decidiu ir até Arles em outubro de 1888 para visitar o amigo Van Gogh. Na época, ambos estavam interessados em pintar "paisagens não-naturalistas". Os dois artistas então visitaram os Alyscamps, um espaço público que servira de necrópole na Roma Antiga, construída fora das muralhas da cidade. Com o passar do tempo, teve seu terreno tomado por fábricas e pela ferrovia, restando a Allee des Tombeaux, (aleia das tumbas), um caminho ladeado por álamos que leva a uma capela romanesca. O logradouro era então conhecido como o "caminho dos amantes".
Os pintores visitaram o local logo quando Gaguin chegou em Arles e lá buscaram retratam cenas casuais. Os casais que faziam passeios românticos ao anoitecer atraíram particularmente a atenção de ambos. Gaguin pintou apenas duas telas, enquanto que Van Gogh produziu ainda um par adicional.

## Leilões
Uma das pinturas foi leiloada em novembro de 2003 por 11 767 500 dólares em Nova Iorque, embora se previsse que o preço chegaria a doze milhões ou até dezoito milhões. A outra tela foi vendida em 5 de maio de 2015 por 66,3 milhões de dólares.

## Outras pinturas de Van Gogh em Alyscamps
Van Gogh fez outro par de pinturas Les Alyscamps:

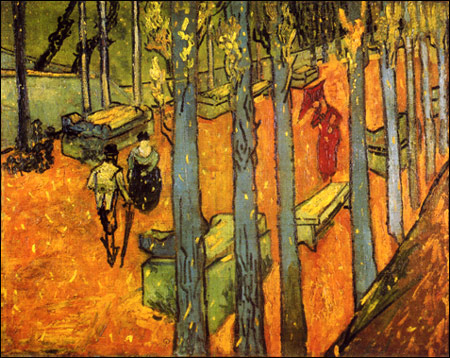
Vallende bladeren (Les Alyscamps) 1888 Museu Kröller-Müller, Otterlo (F486)
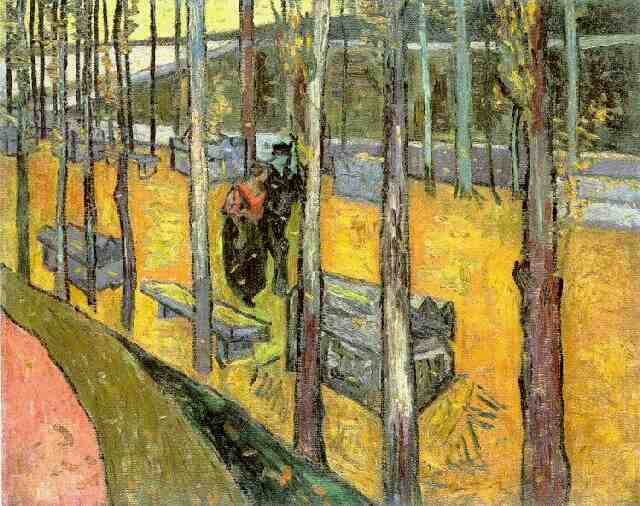
Vallende bladeren (Les Alyscamps) 1888 Coleção privada (F487)

## Pinturas de Gauguin
Para suas pinturas em Alyscamps, Gauguin escolheu um ponto de visão diferente do de Van Gogh, excluindo qualquer referência às antigas tumbas.

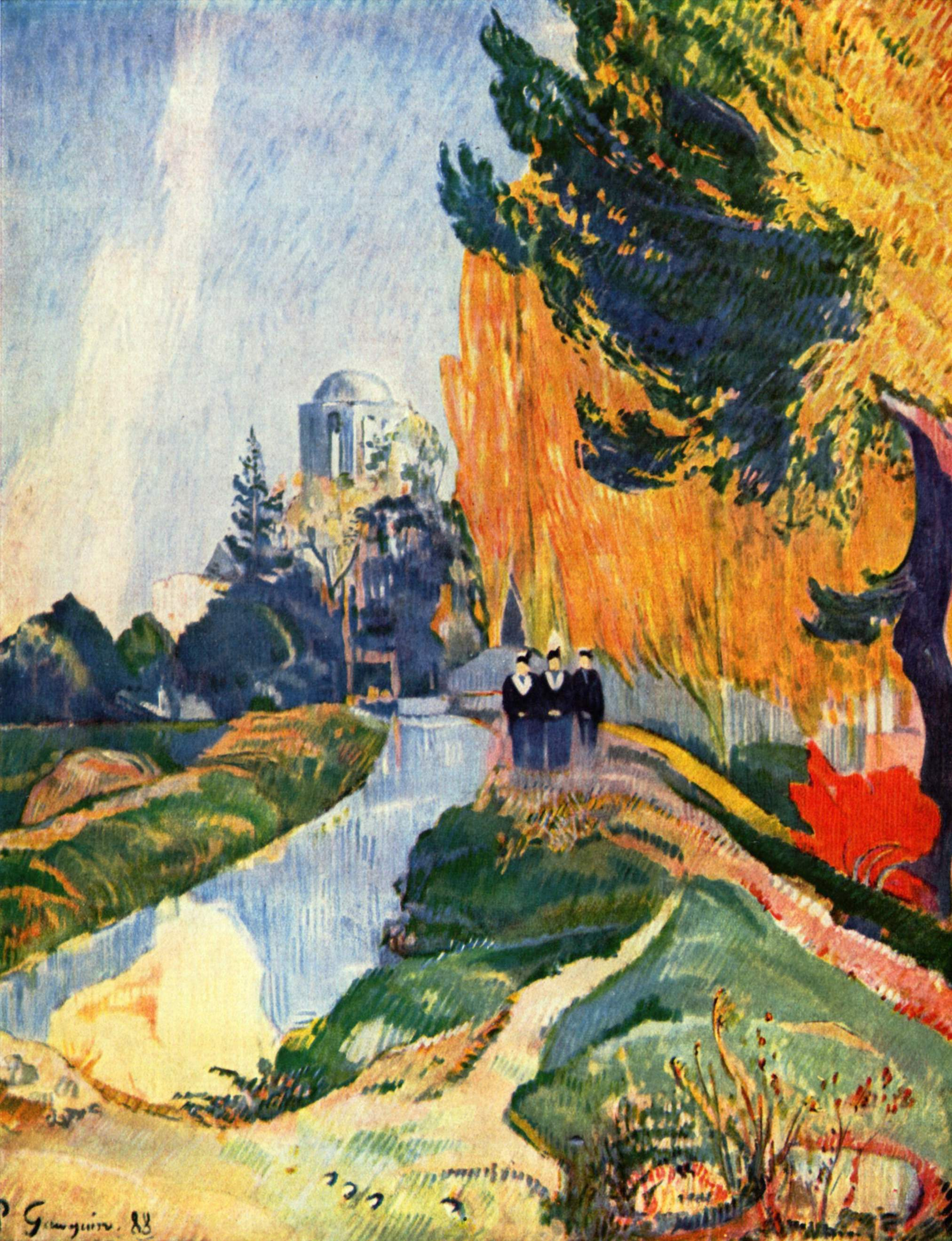
Paul Gauguin, Les Alyscamps 1888 Museu de Orsay, Paris
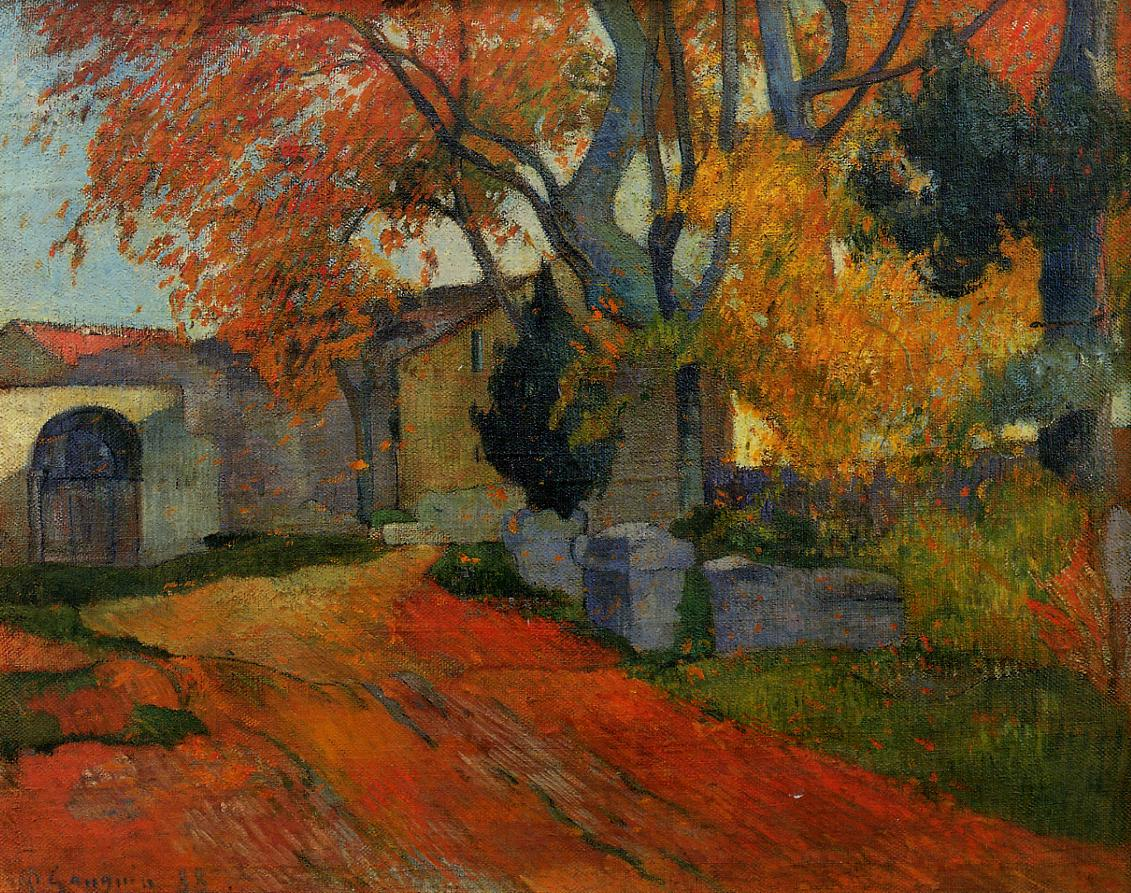
Paul Gauguin, Allée des Alyscamps 1888 Memorial Seiji Togo do Museu de Arte Sompo Japan, Tóquio